# Меркулова, Надежда Николаевна
Надежда Николаевна Меркулова — советский хозяйственный и государственный деятель, лауреат Государственной премии СССР за выдающиеся достижения в труде.

## Биография
Родилась в 1934 году на территории современной Рязанской области. Член КПСС с 1975 года.
В 1954—1959 годах — сельский библиотекарь в Рязанской области.
В 1965—1967 годах — станочница, в 1967—1989 годах — бригадир комплексной бригады станочников Московского мебельно-сборочного комбината номер 2.
За большой личный вклад в повышение эффективности использования лесных ресурсов была в составе коллектива удостоена Государственной премии СССР за выдающиеся достижения в труде 1983 года.
Депутат Верховного Совета СССР 11-го созыва. Делегат XXVI съезда КПСС.
Живёт в Москве.

## Награды
- Орден Ленина (1986)
- Орден Октябрьской Революции (16.01.1981)
- Орден Трудового Красного Знамени (1974)